# Nationalmuseum der Malediven

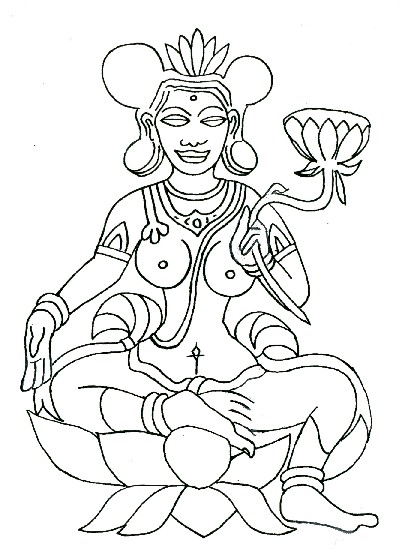
Maledivische Tara, 30 cm hohe Gravierung auf Porites-Korallenstein aus dem 9. Jahrhundert im National Museum in Malé.

Das National Museum der Malediven (arabisch المتحف الوطني) wurde am Nationalfeiertag, dem 11. November 1952, vom damaligen Premierminister Mohamed Amin Didi als Nationalmuseum eröffnet.

## Geschichte
Mit dem Ziel, die Geschichte zu bewahren und den Menschen auf den Malediven Patriotismus zu vermitteln, verfügt das Museum über eine große Sammlung historischer Artefakte, die von Steinobjekten bis zu Fragmenten königlicher Antiquitäten von der buddhistischen Ära bis zur Herrschaft islamischer Monarchen reicht.
Das Museum wurde lange Zeit vom Maldivian Center for Linguistic and Historical Research verwaltet. Am 28. April 2010 wurde diese Institution jedoch von Präsident Mohamed Nasheed abgeschafft und die Verantwortung für die Museumsaufgaben dem Ministerium für Tourismus, Kunst und Kultur übertragen, während die sprachlichen und historischen Forschungsaufgaben dem Maldives College of Higher Education übertragen wurden.

## Gebäude
Das dreistöckige Museum (altes Gebäude) befindet sich im Sultan Park in Malé, der Teil des Geländes des maledivischen Königspalastes aus dem 17. Jahrhundert ist. Das zweistöckige Us-gēkolhu ist das einzige erhaltene Gebäude des Palastes, welcher 1968 durch einen Brand zerstört wurde.
Der Neubau des Museums befindet sich ebenfalls im Sultan Park. Das Gebäude wurde von der chinesischen Regierung entworfen, gebaut und finanziert. Das Gebäude wurde den Malediven am 10. Juli 2010 von der chinesischen Regierung geschenkt, aber zwei Wochen später am Unabhängigkeitstag der Malediven, dem 26. Juli 2010, offiziell eröffnet und zum Nationalmuseum erklärt.
Das Innere des Museums ist aus der Zeit des Sultanats erhalten geblieben, einschließlich des handgeschriebenen Korans, welcher an die Wände des Gebäudes eingraviert ist.

## Sammlungen
Das Museum verfügt über eine vielfältige Sammlung von Artefakten, darunter Relikte aus der vergangenen vorislamischen Zeit, Throne, königliche Sonnenschirme und Möbel, Kostüme und Schuhe, Münzen, Schmuck, Waffen und Rüstungen.
Weitere Beispiele sind Textilien wie Festkleider, Turbane, schicke Hausschuhe und Gürtel für besondere Anlässe, Matten, Lackarbeiten und andere kreative Stickereien.
Zu den Höhepunkten der Sammlungen gehören:
- Ein Kopf eines Buddha aus Korallenstein, aus dem 11. Jahrhundert von Alifu Thoddoo
- Ein graviertes Holzbrett aus dem 13. Jahrhundert von Hukuru Miskiiy
- Der vom Sultan Ghaazee Mohammed Thakurufaanu-al-A’z’am getragene Feyli Kolhu ist ein schönes Beispiel für die aufwendige Handwerkskunst der maledivischen Weber im 16. Jahrhundert.

## Zerstörung vorislamischer Artefakte
Die buddhistischen Statuen wurden bei einem Angriff im Februar 2012 zerstört. Museumsdirektor Ali Waheed sagte, dass fast alle vorislamischen Artefakte des Museums, die aus der Zeit vor dem 12. Jahrhundert stammten, zerstört worden seien: „Einige der Stücke lassen sich zusammensetzen, aber die meisten.“ Sie bestehen aus Sandstein, Korallen und Kalkstein und werden zu Pulver zerkleinert. Er sagte, das Museum habe „nichts mehr zu zeigen“ von der vorislamischen Geschichte des Landes.
Zu den beschädigten Objekten gehörten eine sechsgesichtige Korallenstatue, eine 46 cm hohe Buddha-Büste sowie verschiedene Kalkstein- und Korallenstatuen.